# Doppelblattmoose
Die Doppelblattmoose (Diplophyllum) sind eine Lebermoosgattung aus der Familie der Scapaniaceae.

## Merkmale
Es handelt sich um kleine bis mittelgroße Moose mit niederliegenden Stämmchen und zweilappigen (Name), gekielten Blättern. Die zungenförmigen unteren Blattlappen sind ungefähr im rechten Winkel zum Stämmchen ausgerichtet und zwei- bis viermal so lang wie die Oberlappen. Perianthien sind schwach abgeflacht, im oberen Teil gefaltet und haben eine gewimperte bis gezähnte Mündung.

## Systematik
Zur Gattung Diplophyllum werden weltweit 27 Arten gezählt, davon kommen in Mitteleuropa die folgenden 3 Arten vor:
- Eibenblättriges Doppelblattmoos (Diplophyllum taxifolium)
- Hellstreifiges Doppelblattmoos (Diplophyllum albicans)
- Stumpflappiges Doppelblattmoos (Diplophyllum obtusifolium)